# Élections législatives de 1973 dans les Pyrénées-Atlantiques
Les élections législatives françaises de 1973 se déroulent les 4 et 11 mars 1973. Dans le département des Pyrénées-Atlantiques, quatre députés sont à élire dans le cadre de quatre circonscriptions.

## Élus
| Circonscription | Député sortant                              | Parti | Parti | Député élu ou réélu | Parti | Parti |
| --------------- | ------------------------------------------- | ----- | ----- | ------------------- | ----- | ----- |
| 1re             | Pierre Sallenave                            |       | CNIP  | André Labarrère     |       | PS    |
| 2e              | Maurice Plantier                            |       | UDR   | Maurice Plantier    |       | UDR   |
| 3e              | Franz Duboscq suppléant de Michel Inchauspé |       | UDR   | Michel Inchauspé    |       | UDR   |
| 4e              | Bernard Marie                               |       | UDR   | Bernard Marie       |       | UDR   |

## Résultats

### Résultats à l'échelle du département
| Parti                 | Parti                                   | Premier tour | Premier tour | Second tour | Second tour | Sièges |
| Parti                 | Parti                                   | Voix         | %            | Voix        | %           | Sièges |
| --------------------- | --------------------------------------- | ------------ | ------------ | ----------- | ----------- | ------ |
|                       | Union des démocrates pour la République | 68 118       | 25,80        | 88 678      | 32,98       | 3      |
|                       | Centre démocratie et progrès            | 34 595       | 13,11        | 44 573      | 16,58       | 0      |
|                       | Républicains indépendants               | 7 122        | 2,70         |             |             | 0      |
|                       | Divers droite                           | 781          | 0,30         | 0           |             |        |
|                       | Union des républicains de progrès       | 110 616      | 41,90        | 133 251     | 49,56       | 3      |
|                       |                                         |              |              |             |             |        |
|                       | Parti socialiste                        | 66 091       | 25,04        | 108 010     | 40,17       | 1      |
|                       | Parti communiste français               | 27 671       | 10,48        | Retrait     | Retrait     | 0      |
|                       | Parti socialiste unifié                 | 2 348        | 0,89         |             |             | 0      |
|                       | Union de la gauche                      | 96 110       | 36,41        | 108 010     | 40,17       | 1      |
|                       |                                         |              |              |             |             |        |
|                       | Mouvement réformateur                   | 53 403       | 20,23        | 27 616      | 10,27       | 0      |
|                       | Front national                          | 2 047        | 0,78         |             |             | 0      |
|                       | Extrême gauche                          | 1 614        | 0,61         | 0           |             |        |
|                       | Divers                                  | 189          | 0,07         | 0           |             |        |
|                       |                                         |              |              |             |             |        |
| Inscrits              | Inscrits                                | 328 939      | 100,00       | 328 900     | 100,00      | 4      |
| Abstentions           | Abstentions                             | 60 380       | 18,36        | 55 080      | 16,75       |        |
| Votants               | Votants                                 | 268 559      | 81,64        | 273 820     | 83,25       |        |
| Blancs et nuls        | Blancs et nuls                          | 4 580        | 1,71         | 4 943       | 1,81        |        |
| Exprimés              | Exprimés                                | 263 979      | 98,29        | 268 877     | 98,19       |        |
| Source : Data.gouv.fr |                                         |              |              |             |             |        |

### Résultats par circonscription

#### Première circonscription (Pau)
| Candidat       | Candidat                 | Parti          | Premier tour | Premier tour | Second tour | Second tour |  |
| Candidat       | Candidat                 | Parti          | Voix         | %            | Voix        | %           |  |
| -------------- | ------------------------ | -------------- | ------------ | ------------ | ----------- | ----------- |  |
|                | André Labarrère élu      | PS (UGSD)      | 34 811       | 40,79        | 44 750      | 50,1        |  |
|                | Pierre Sallenave sortant | CDP (URP)      | 34 595       | 40,54        | 44 573      | 49,9        |  |
|                | Georges Lartigau         | CR (MR)        | 6 992        | 8,19         |             |             |  |
|                | Guy Mahérou              | PCF            | 5 804        | 6,8          |             |             |  |
|                | Raymond Rozier           | FN             | 1 151        | 1,35         |             |             |  |
|                | Marcelin Nunez           | PSU            | 1 093        | 1,28         |             |             |  |
|                | Monique Duthu            | LCR            | 896          | 1,05         |             |             |  |
|                |                          |                |              |              |             |             |  |
| Inscrits       | Inscrits                 | Inscrits       | 107 123      | 100,00       | 107 167     | 100,00      |  |
| Abstentions    | Abstentions              | Abstentions    | 20 569       | 19,2         | 16 608      | 15,5        |  |
| Votants        | Votants                  | Votants        | 86 554       | 80,8         | 90 559      | 84,5        |  |
| Blancs et nuls | Blancs et nuls           | Blancs et nuls | 1 212        | 1,4          | 1 236       | 1,36        |  |
| Exprimés       | Exprimés                 | Exprimés       | 85 342       | 98,6         | 89 323      | 98,64       |  |

#### Deuxième circonscription (Oloron-Sainte-Marie)
| Candidat       | Candidat                       | Parti          | Premier tour | Premier tour | Second tour | Second tour |  |
| Candidat       | Candidat                       | Parti          | Voix         | %            | Voix        | %           |  |
| -------------- | ------------------------------ | -------------- | ------------ | ------------ | ----------- | ----------- |  |
|                | Maurice Plantier sortant réélu | UDR (URP)      | 23 462       | 37,27        | 27 510      | 42,22       |  |
|                | Guy Ébrard                     | Rad (MR)       | 18 540       | 29,45        | 14 640      | 22,47       |  |
|                | Raymond Elissonde              | PS (UGSD)      | 10 584       | 16,81        | 23 013      | 35,32       |  |
|                | Michel Martin                  | PCF            | 8 399        | 13,34        | Retrait     | Retrait     |  |
|                | Michel Suhubiette              | PSU            | 1 255        | 1,99         |             |             |  |
|                | M. Spring                      | LCR            | 718          | 1,14         |             |             |  |
|                |                                |                |              |              |             |             |  |
| Inscrits       | Inscrits                       | Inscrits       | 77 773       | 100,00       | 77 737      | 100,00      |  |
| Abstentions    | Abstentions                    | Abstentions    | 13 480       | 17,33        | 11 863      | 15,26       |  |
| Votants        | Votants                        | Votants        | 64 293       | 82,67        | 65 874      | 84,74       |  |
| Blancs et nuls | Blancs et nuls                 | Blancs et nuls | 1 335        | 2,08         | 711         | 1,08        |  |
| Exprimés       | Exprimés                       | Exprimés       | 62 958       | 97,92        | 65 163      | 98,92       |  |

#### Troisième circonscription (Mauléon-Licharre)
| Candidat       | Candidat                       | Parti          | Premier tour | Premier tour | Second tour | Second tour |  |
| Candidat       | Candidat                       | Parti          | Voix         | %            | Voix        | %           |  |
| -------------- | ------------------------------ | -------------- | ------------ | ------------ | ----------- | ----------- |  |
|                | Michel Inchauspé sortant réélu | UDR (URP)      | 19 600       | 49,14        | 25 816      | 69,84       |  |
|                | Michel Labéguerie              | CD (MR)        | 12 399       | 31,09        | Retrait     | Retrait     |  |
|                | Jean Lougarot                  | PS (UGSD)      | 5 990        | 15,02        | 11 150      | 30,16       |  |
|                | Antoine Blasquiz               | PCF            | 1 893        | 4,75         |             |             |  |
|                |                                |                |              |              |             |             |  |
| Inscrits       | Inscrits                       | Inscrits       | 48 793       | 100,00       | 48 776      | 100,00      |  |
| Abstentions    | Abstentions                    | Abstentions    | 8 318        | 17,05        | 9 791       | 20,07       |  |
| Votants        | Votants                        | Votants        | 40 475       | 82,95        | 38 985      | 79,93       |  |
| Blancs et nuls | Blancs et nuls                 | Blancs et nuls | 593          | 1,47         | 2 019       | 5,18        |  |
| Exprimés       | Exprimés                       | Exprimés       | 39 882       | 98,53        | 36 966      | 94,82       |  |

#### Quatrième circonscription (Bayonne)
| Candidat       | Candidat                    | Parti          | Premier tour | Premier tour | Second tour | Second tour |  |
| Candidat       | Candidat                    | Parti          | Voix         | %            | Voix        | %           |  |
| -------------- | --------------------------- | -------------- | ------------ | ------------ | ----------- | ----------- |  |
|                | Bernard Marie sortant réélu | UDR (URP)      | 25 056       | 33,06        | 35 352      | 45,66       |  |
|                | Didier Borotra              | CD (MR)        | 15 472       | 20,41        | 12 976      | 16,76       |  |
|                | Jean-Pierre Destrade        | PS (UGSD)      | 14 706       | 19,4         | 29 097      | 37,58       |  |
|                | René Labrousse              | PCF            | 11 575       | 15,27        | Retrait     | Retrait     |  |
|                | Renaud d'Elissagaray        | RI             | 7 122        | 9,4          |             |             |  |
|                | Jean Modret                 | FN             | 896          | 1,18         |             |             |  |
|                | Jean Celhay                 | Divers droite  | 781          | 1,03         |             |             |  |
|                | Michel Sommet               | Divers         | 189          | 0,25         |             |             |  |
|                |                             |                |              |              |             |             |  |
| Inscrits       | Inscrits                    | Inscrits       | 95 250       | 100,00       | 95 220      | 100,00      |  |
| Abstentions    | Abstentions                 | Abstentions    | 18 013       | 18,91        | 16 818      | 17,66       |  |
| Votants        | Votants                     | Votants        | 77 237       | 81,09        | 78 402      | 82,34       |  |
| Blancs et nuls | Blancs et nuls              | Blancs et nuls | 1 440        | 1,86         | 977         | 1,25        |  |
| Exprimés       | Exprimés                    | Exprimés       | 75 797       | 98,14        | 77 425      | 98,75       |  |